# Gábor Straka
Pour les articles homonymes, voir Straka.
Gábor Straka, né le 18 décembre 1981 à Dunajská Streda, est un footballeur professionnel slovaque. Il évolue au poste de milieu de terrain.

## Palmarès
- Champion de Slovaquie : 2008
- Finaliste de la Coupe de Pologne : 2009, 2012